# Butler Township (comté d'Adams, Pennsylvanie)
Pour les articles homonymes, voir Butler Township.
Butler Township est un township, situé dans le comté d'Adams, en Pennsylvanie, aux États-Unis,. En 2010, il comptait une population de 2 567 habitants.

## Démographie
Lors du recensement de 2010, le township comptait une population de 2 567 habitants. Elle est estimée, en 2016, à 2 572 habitants.

### Source de la traduction
- (en) Cet article est partiellement ou en totalité issu de l’article de Wikipédia en anglais intitulé « Butler Township, Adams County, Pennsylvania » (voir la liste des auteurs).